# Pènia
Pènia (en grec antic Πενία), era, segons la mitologia grega, la personificació de la Pobresa i la necessitat.
Segons l'orfisme, era una filla de Thesis, una deessa ancestral, cosa que faria referència a l'antiguitat de la pobresa.
En parla Plató a El convit, on Sòcrates explica que va ser instruït en assumptes amorosos per Diotima, una sàvia dona de Mantinea. Diotima deia que després d'un convit en honor d'Afrodita, a les estances dels déus, Pènia hi va fer cap per demanar les sobres. Al pati va veure Poros adormit per haver begut massa. Va creure que era algú com ella, que es trobava en la seva mateixa situació, i va voler tenir un fill amb ell. Pènia es va unir a Poros i d'aquesta unió en va néixer Eros, (encara que les tradicions més corrents el fan fill d'Ares i d'Afrodita). En efecte, Eros, l'Amor, que segueix sempre Afrodita per haver nascut a casa seva en un dia consagrat a ella, en molts casos es revesteix de pobresa i tomba pels carrers.